# Site archéologique de Tequendama
Pour les articles homonymes, voir Tequendama.
Le site archéologique de Tequendama est un site archéologique situé en Colombie, près du salto del Tequendama, dans la municipalité de Soacha (département de Cundinamarca). 
Dans ce site ont été découverts près de 25 squelettes complets datés au carbone 14 de -7000 av. J-C. à -3500 av. J-C.